# ماري هاريس
ماري هاريس (بالإنجليزية: Mary Harris)‏ هي موظفة كتابية أمريكية، (ولدت في برلنغتون في الولايات المتحدة 1843  م).